# アルカディオ・アルテアガ
アルカディオ・アルテアガ・オニャテ（Arcadio Arteaga Oñate、1902年12月6日 - 不明）は、スペイン・ビルバオ出身の元サッカー選手、元サッカー指導者。現役時代のポジションはDFだった。

## 略歴
ラ・リーガ開幕となった1929年にアトレティコ・マドリード (当時はアスレティック・マドリード)へと移籍し、4シーズンプレーした。29歳で現役を引退すると、1932年、暫定監督としてアトレティコ・マドリードの指揮を1試合のみ取った。
アトレティコでの暫定監督を経験した後は、主にセグンダ・ディビシオンに所属するクラブの監督を転々とし、1946--47シーズン、テルセーラ・ディビシオンでのCDログロニェスで監督を退任以降はサッカーに関する文献にその名前が記載されておらず、死亡日時も不明である。